# Los Canutos
Los Canutos är en ort i Mexiko.   Den ligger i kommunen Carrillo Puerto och delstaten Veracruz, i den sydöstra delen av landet, 270 km öster om huvudstaden Mexico City. Los Canutos ligger 249 meter över havet och antalet invånare är 231.
Terrängen runt Los Canutos är lite kuperad, och sluttar österut. Runt Los Canutos är det ganska tätbefolkat, med 62 invånare per kvadratkilometer. Närmaste större samhälle är Cuitláhuac, 9,8 km väster om Los Canutos. Omgivningarna runt Los Canutos är en mosaik av jordbruksmark och naturlig växtlighet.